# 毒氣卡車

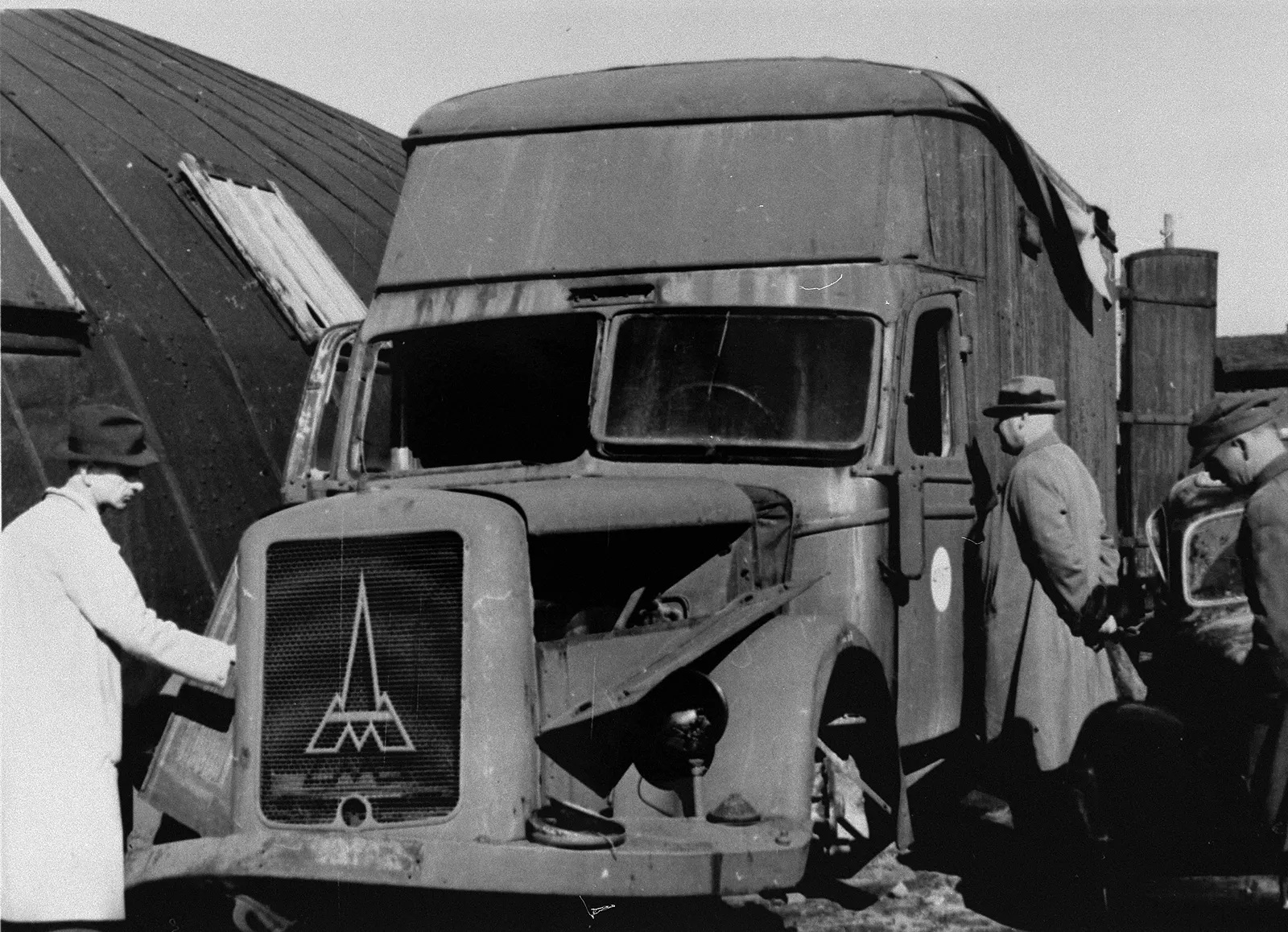
海乌姆诺灭绝营附近被燒毀的毒氣卡車，納粹使用它使人窒息而死。行刑時，毒氣被轉移到密封的後車廂，而受害者被鎖在裡面

毒氣卡車 (羅馬化：dushegubka，直译：靈魂殺手) 是一種改裝成移動毒氣室的卡車。 在二戰和猶太人大屠殺期間，納粹德國大規模開發和使用毒氣卡車作為滅絕手段。它在被佔領的波蘭、白俄羅斯、南斯拉夫、蘇聯、 和德國占領的歐洲其他地區大量使用。在大清洗期間，蘇聯內務人民委員部也使用毒氣卡車殺死囚犯。